# リンパ節郭清
リンパ節郭清（りんぱせつかくせい、英: Lymphadenectomy）とは、悪性腫瘍のリンパ行性転移に対する処置としてリンパ節を切除する外科的治療法である。

## 意義
悪性腫瘍の転移経路として主に挙げられるのは「血行性転移」と「リンパ行性転移」である（他にも管腔内転移がある）。
このうちリンパ行性転移は原発巣からリンパ液の流れに沿って進行するという性質がある。そこで癌細胞が転移している可能性のあるリンパ節を予防的に切除し、腫瘍の取り残しをできる限り減らすという目的で行われる。悪性腫瘍の発生した部位によって転移を起こしやすいリンパ節が分かっており、これらは系統立てて所属リンパ節と呼ばれている。切除はこの系統に従って行われ「郭清」と呼ばれている。

## 手技
癌細胞が流れ込んだリンパ節は炎症反応を起こし腫大し、術前の画像診断にて認めたりする場合があるが、通常画像検査にて腫大が確認されない部位にまで腫瘍細胞が浸潤している場合も多く、郭清したリンパ節は術中に迅速病理検査にて判断される。

## 範囲
日本の医療機関での癌の外科治療においては「癌取扱い規約」に則り、全身のリンパ節にはすべて番号が振られており、術式・病気の進行程度に応じて、領域リンパ節を郭清するかを決めており「リンパ節郭清度（D-number）」と定義されている。
肺癌においては、
食道癌においては、上部・中部・下部といった病変部位に応じて郭清範囲が決められる。基本的に広範囲にリンパ節転移を生じてくるため頚部・胸部・腹部の3領域郭清が行われる。
胃癌においては基本的に画像検査上でT2またはN2以上であればD2郭清が行われる。またT1N0であればD1またはD1+α郭清が行われる。
大腸癌においては基本的に画像検査上N1以上であればD3郭清が行われる。またN0においても、SM～MP浸潤の癌においてはD2郭清が、MP浸潤以上の癌においてはD3郭清を行う。
膵癌においては、
乳癌においては、
子宮体癌においては、
子宮頚癌においては、
卵巣癌においては、

## 副作用
リンパ系は組織液（血管から浸みだした水分）を心臓に還す役割も担っている。ところがリンパ節郭清を徹底すると水分の帰り道がなくなり水分が貯留し浮腫（リンパ水腫）を引き起こす。乳癌の手術時に腋窩リンパ節を郭清すると上腕が腫れることがあるのはその例である。いっぽう、リンパ節郭清を徹底しても生命予後の改善に寄与しないとする報告もされはじめ、広範な郭清を見直す動きが出ている。そして縮小手術の観点から1990年代から提唱された腋窩リンパ節転移の確認法が、センチネルリンパ節生検、またはセンチネルリンパ節の術中検査である。